# Uchtspringe
Uchtspringe est une ancienne commune en Saxe-Anhalt, Allemagne. Depuis 2010 elle fait partie de la ville de Stendal.

## Géographie
Uchtspringe est situé entre l'Altmark et la Colbitz-Letzlinger Heide à la source de la petite rivière Uchte, environ 15 km à l'est de Gardelegen et 20 km au ouest-sud-ouest de Stendal. La route fédérale B 188 et le chemin de fer entre Berlin et Lehrte (avec une gare à Uchtspringe) ainsi que la ligne à grande vitesse Berlin-Hanovre passent immédiatement au nord du village. Le village est entouré par la zone naturelle (Landschaftsschutzgebiet) «Uchte-Tangerquellen und Waldgebiete nördlich Uchtspringe».
Les places peuplées de Börgitz et Wilhelmshof sont des quartiers d'Uchtspringe. Le dernier est une exclave au nord du village.

## Histoire
Un moulin à eau dans un endroit nommé Modder-Kuhle («trou de boue») a existé probablement depuis le XIe siècle. Il est mentionné dans un document de 1686. Son propriétaire et la communauté de Börgitze sont en litige vers l'an 1700. Le moulin sert aussi de foulonnière. En raison de l'industrialisation croissante le moulin et sa ferme sont vendus vers le fin du XIXe siècle. Le nom du lieu est changé officiellement en Uchtspringe en 1892. En 1893 commence la construction d'un hôpital psychiatrique qui est ouvert en 1893. C'est l’origine du «Fachklinikum Uchtspringe» actuel.
Le domaine indépendant (Gutsbezirk) Uchtspringe est formé en 1900 des territoires séparés des districts municipaux de Börgitz et Staats. En 1908 Uchtspringe est élargie par un territoire séparé de la commune Deetz avec le hâmeau de Wilhelmshof, et en 1928 le domaine est transformé en une commune rurale. Cependant, l'exclave Wilhelmseiche est réunie avec le village de Börgitz dont elle est voisine.
Appartenant à l'arrondissement de Gardelegen jusqu'en 1952, Uchtspringe passe dans le district de Stendal lors de la réforme régionale en RDA. La commune de Börgitz est incorporée en Uchtspringe en 1957. 
Le 3 juin 2009 le conseil communal d'Uchtspringe décide que la commune rejoigne la ville de Stendal le 1er janvier 2010. Uchtspringe retient un conseil local de neuf membres (nominalement; à cause d'un manque de candidats à l'occasion de l'élection de 2019, seulement sept postes sont occupés) et un maire de village.